# Потеенко, Юрий Анатольевич
Ю́рий Анато́льевич Потее́нко (род. 5 декабря 1960, Молодогвардейск, Луганская область, Украинская ССР, СССР) — советский и российский композитор, аранжировщик, хоровой дирижёр, музыкальный педагог, актёр, сценарист (автор идеи). Заслуженный деятель искусств Российской Федерации (2022). Пятикратный лауреат премии «Золотой орёл» в номинации «Лучшая музыка к фильму» (2010, 2013, 2016, 2018, 2021).

## Биография
- 1983—1987 годы. Осуществляет музыкальное сопровождение на рояле фильмов из коллекции «Госфильмофонда СССР» на зрительских показах в кинотеатре «Иллюзион», Доме кино, Киноцентре на Красной Пресне.
- 1986 год. Окончил Московскую государственную консерваторию имени П. И. Чайковского по специальности «композиция и хоровое дирижирование» (класс Н. Н. Сидельникова и класс профессора Б. М. Ляшко).
- 1987—1991 годы. Работает на Всесоюзной фирме грампластинок «Мелодия» (заведующий редакцией эстрады).
- 1988 год. Член Союза композиторов СССР.
- 1997— 2019 годы. Преподаватель кафедры хорового дирижирования Московской государственной консерватории имени П. И. Чайковского (чтение симфонических партитур и хоровая аранжировка). С 2004 года — доцент[1].
- 2017 год — настоящее время. Куратор программы «Композитор в Кино» Московской Школы Кино.[2]

Автор симфонии, трёх одноактных опер, балета, оратории, камерно-инструментальных произведений, музыки к кинофильмам и телевизионным программам.

## Творчество

### Фильмография
- 1989 — Успех у мужчин
- 1990 — Линия судьбы
- 1991 — Сексказка
- 1991 — Полтергейст-90
- 1991 — Вратарь XX века
- 1992 — Чёрный квадрат
- 1998 — Раздетые
- 2001 — Клетка
- 2003 — Пассажир без багажа
- 2003 — Вкус убийства
- 2003 — Зачем тебе алиби?
- 2004 — Кожа саламандры
- 2004 — Наваждение
- 2004 — Ночной дозор
- 2004 — Полнолуние
- 2005 — Дневной дозор
- 2005 — Попса
- 2005 — Свой человек
- 2005 — Примадонна
- 2006 — Бункер, или Учёные под землёй
- 2006 — Палач
- 2006 — Прииск
- 2006 — Прииск-2. Золотая лихорадка
- 2006 — Человек - ветер
- 2007 — Ванечка
- 2007 — Георг
- 2007 — Ирония судьбы. Продолжение
- 2007 — Карнавальная ночь 2, или 50 лет спустя
- 2007 — Ленинград
- 2007 — Русская игра
- 2007 — Самый лучший фильм
- 2008 — Тот, кто гасит свет
- 2008 — Чёрный снег
- 2008 — Обитаемый остров
- 2009 — Книга мастеров
- 2009 — Чёрная молния
- 2009 — Человек у окна
- 2010 — Единственный мужчина
- 2011 — Контригра
- 2011 — Ключ Саламандры
- 2012 — Белый тигр
- 2012 — Шпион
- 2012 — Джентльмены, удачи!
- 2012 — Метро
- 2012 — Поддубный
- 2012 — Белая гвардия
- 2013 — Тайна перевала Дятлова
- 2013 — Пепел
- 2013 — Здрасьте, я ваш папа!
- 2014 — Залётчики
- 2014 — Инквизитор
- 2014 — Ёлки 1914
- 2014 — Форт Росс: В поисках приключений
- 2014 — След тигра
- 2015 — Батальонъ
- 2015 — Райские кущи
- 2015 — Чума
- 2016 — Охрана
- 2016 — Так сложились звёзды
- 2016 — Ёлки 5
- 2016 — Сдаётся дом со всеми неудобствами
- 2017 — В зоне доступа любви
- 2017 — Мурка
- 2017 — Время первых
- 2017 — Анна Каренина. История Вронского
- 2017 — Холодное танго
- 2017 — Рок
- 2017 — Хождение по мукам
- 2017 — Мой супер папа
- 2018 — Рубеж
- 2018 — Решение о ликвидации
- 2018 — Ненастье
- 2019 — Спасти Ленинград
- 2019 — Шифр
- 2020 — Доктор Лиза
- 2020 — Подольские курсанты
- 2021 — Угрюм-река
- 2021 — Девятаев
- 2021 — Седьмая симфония
- 2021 — Начало. Легенда о самбо
- 2021 — Владивосток
- 2022 — Мария. Спасти Москву
- 2024 — 10 дней до весны
- 2024 — Чёрный замок

Актёр:
- 2021 — Шифр — Ухов, директор завода, 2021, 2 сезон, часть 2-я
- 2022 — Мария. Спасти Москву — баянист

### Мюзиклы
- 2012 — спектакль-мюзикл «Времена не выбирают» в Московском театре мюзикла[3]

### Компьютерные игры
- 2000 — Корсары: Проклятие дальних морей. Разработчик Акелла. Издатели: 1С, Bethesda Softworks
- 2003 — Пираты Карибского моря. Разработчик Акелла. Издатели: 1С, Bethesda Softworks
- 2005 — Корсары 3. Разработчик Акелла. Издатели: 1С, Playlogic Entertainment
- 2007 — Корсары: Город потерянных кораблей. Разработчики  Акелла, Seaward.ru. Издатели: 1C, Playlogic Entertainment

## Награды и номинации
- 2008 — номинация на премию «Золотой орёл» в категории «Лучшая музыка к фильму» за 2007 год («Ленинград»)
- 2010 — лауреат премии «Золотой орёл» в номинации «Лучшая музыка к фильму» за 2009 год («Обитаемый остров»)
- 2011 — номинация на премию «Золотой орёл» в категории «Лучшая музыка к фильму» за 2010 год («Чёрная молния»)
- 2013 — лауреат премии «Золотой орёл» в номинации «Лучшая музыка к фильму» за 2012 год («Белый тигр»)
- 2013 — номинация на премию «Золотой орёл» в категории «Лучшая музыка к фильму» за 2012 год («Шпион»)
- 2016 — лауреат премии «Золотой орёл» в номинации «Лучшая музыка к фильму» за 2015 год («Батальонъ»)[4]
- 2018 — лауреат премии «Золотой орёл» в номинации «Лучшая музыка к фильму» за 2017 год («Время первых»)
- 2018 — номинация на премию «Ника» в категории «Лучшая музыка к фильму» за 2017 год («Анна Каренина. История Вронского»)
- 2018 — Премия ФСБ России (2018) в номинации «Музыкальное искусство» — за создание музыки к художественному фильму «Решение о ликвидации»
- 2021 — лауреат премии «Золотой орёл» в номинации «Лучшая музыка к фильму» за 2020 год («Доктор Лиза»)
- 21 сентября 2022 — Заслуженный деятель искусств Российской Федерации — за большой вклад в развитие отечественной культуры и искусства, многолетнюю плодотворную деятельность[5].